# Challenge Ciclista a Mallorca 2013
La XXII Challenge Ciclista a Mallorca (llamada también: Iberostar Challenge Ciclista a Mallorca), trascurrió entre el 3 y el 6 de febrero de 2013. La carrera la compusieron 4 trofeos independientes dentro del UCI Europe Tour 2012-2013 de categoría 1.1: Trofeo Palma, Trofeo Campos-Santañí-Las Salinas (oficialmente: Trofeo Migjorn), Trofeo Sierra de Tramontana, Deyá-Lluch (oficialmente: Trofeo Deyá), y Trofeo Alcudia-Ca'n Picafort-Playa de Muro (oficialmente: Trofeo Playa de Muro). Siendo un total de 596,4 km la suma de todos ellos.
Participaron 19 equipos. Los 2 equipos españoles de categoría UCI ProTeam (Movistar Team y Euskaltel Euskadi); el único de categoría Profesional Continental (Caja Rural); y los 2 de categoría Continental (Burgos BH-Castilla y León y Euskadi). En cuanto a representación extranjera, estuvieron 15 equipos: los UCI ProTour del Sky Procycling, Omega Pharma-Quick Step Cycling Team, Blanco Pro Cycling Team, Lotto Belisol, Garmin Sharp y Lampre-Merida; los Profesionales Continentales del Katusha (que aún no había sido ascendido a categoría ProTour), Team Europcar, Cofidis, Solutions Crédits, Team Novo Nordisk y RusVelo; y los Continentales del Cyclingteam De Rijke-Shanks y Madison Genesis.
Cada equipo puede alinear un mínimo de 6 y un máximo de 10 corredores por trofeo.
Los ganadores de los trofeos fueron Kenny Dehaes (quien se hizo con el primero), Leigh Howard (vencedor del segundo y cuarto) y Alejandro Valverde (ganador del tercero).

## Clasificaciones

### Trofeos

#### 03-02-2013: Trofeo Palma, 116 km
| Posición | Ciclista            | Equipo                     | Tiempo          |
| -------- | ------------------- | -------------------------- | --------------- |
| 1        | Kenny Dehaes        | Lotto Belisol              | 2 h 39 min 07 s |
| 2        | Tyler Farrar        | Garmin-Sharp               | m.t.            |
| 3        | Ben Swift           | Sky                        | m.t.            |
| 4        | Alessandro Petacchi | Lampre-Merida              | m.t.            |
| 5        | Fran Ventoso        | Movistar                   | m.t.            |
| 6        | José Joaquín Rojas  | Movistar                   | m.t.            |
| 7        | Adrien Petit        | Cofidis, Solutions Crédits | m.t.            |
| 8        | Viktor Manakov      | RusVelo                    | m.t.            |
| 9        | Joeri Havik         | De Rijke-Shanks            | m.t.            |
| 10       | Arthur Ershov       | RusVelo                    | m.t.            |

##### Otras clasificaciones
- Montaña:  Francisco Moreno (Caja Rural )
- Metas volantes:  Perrig Quéméneur (Europcar)
- Sprints especiales:  Perrig Quéméneur (Europcar)
- Combinada:  Perrig Quéméneur (Europcar)
- Equipos:  RusVelo
- Mallorquines: Vicente Reynés (Lotto Belisol)

#### 04-02-2013: Trofeo Campos-Santañí-Las Salinas, 157,7 km
| Posición | Ciclista            | Equipo                     | Tiempo          |
| -------- | ------------------- | -------------------------- | --------------- |
| 1        | Leigh Howard        | Orica-GreenEDGE            | 3 h 56 min 24 s |
| 2        | Tyler Farrar        | Garmin Sharp               | m.t.            |
| 3        | José Joaquín Rojas  | Movistar                   | m.t.            |
| 4        | Egoitz García       | Cofidis, Solutions Crédits | m.t.            |
| 5        | Enrique Sanz        | Movistar                   | m.t.            |
| 6        | Fran Ventoso        | Movistar                   | m.t.            |
| 7        | Alessandro Petacchi | Lampre-Merida              | m.t.            |
| 8        | Kenny Dehaes        | Lotto Belisol              | m.t.            |
| 9        | Yoeri Havik         | De Rijke-Shanks            | m.t.            |
| 10       | Ben Swift           | Sky                        | m.t.            |

##### Otras clasificaciones
- Montaña:  Jon Larrinaga, (Euskadi)
- Metas volantes:  Ronan Van Zandbeek (De Rijke-Shanks)
- Sprints especiales:  Lluís Mas (Burgos BH-Castilla y León)
- Combinada:  Ronan Van Zandbeek (De Rijke-Shanks)
- Equipos:  Movistar
- Mallorquines: Vicente Reynés (Lotto Belisol)

#### 05-02-2013: Trofeo Sierra de Tramontana, Deyá-Lluch, 152,9 km
| Posición | Ciclista           | Equipo                  | Tiempo          |
| -------- | ------------------ | ----------------------- | --------------- |
| 1        | Alejandro Valverde | Movistar                | 4 h 04 min 57 s |
| 2        | Sergio Henao       | Sky                     | m.t.            |
| 3        | Robert Gesink      | Blanco                  | m.t.            |
| 4        | Rui Costa          | Movistar                | m.t.            |
| 5        | Ben Swift          | Sky                     | a 51 s          |
| 6        | Przemysław Niemiec | Lampre-Merida           | m.t.            |
| 7        | Bart De Clercq     | Lotto Belisol           | m.t.            |
| 8        | Tony Martin        | Omega Pharma-Quick Step | a 1 min 13 s    |
| 9        | Pieter Weening     | Orica GreenEDGE         | a 1 min 15 s    |
| 10       | Ian Bibby          | Madison Genesis         | m.t.            |

##### Otras clasificaciones
- Montaña:  Wesley Sulzberger (Orica GreenEDGE)
- Metas volantes:  Bram Tankink (Blanco)
- Sprints especiales:  Aleksandr Kolobnev (Katusha)
- Combinada:  Alejandro Valverde (Movistar)
- Equipos:  Movistar
- Mallorquines: Vicente Reynés (Lotto Belisol)

#### 06-02-2013: Trofeo Alcudia-Ca'n Picafort-Playa de Muro, 169,8 km
| Posición | Ciclista           | Equipo                     | Tiempo          |
| -------- | ------------------ | -------------------------- | --------------- |
| 1        | Leigh Howard       | Orica-GreenEDGE            | 4 h 15 min 29 s |
| 2        | Maarten Wynants    | Blanco                     | m.t.            |
| 3        | Davide Cimolai     | Lampre-Merida              | m.t.            |
| 4        | Egoitz García      | Cofidis, Solutions Crédits | m.t.            |
| 5        | José Joaquín Rojas | Movistar                   | m.t.            |
| 6        | Angelo Tulik       | Europcar                   | m.t.            |
| 7        | Gianni Meersman    | Omega Pharma-Quick Step    | m.t.            |
| 8        | Robert Hunter      | Garmin-Sharp               | m.t.            |
| 9        | Sergio Henao       | Sky                        | m.t.            |
| 10       | Rigoberto Urán     | Sky                        | m.t.            |

##### Otras clasificaciones
- Montaña:  Michael Matthews (Orica-GreenEDGE)
- Metas volantes:  Xabier Zandio (Sky)
- Sprints especiales:  Robert Gesink (Blanco)
- Combinada:  Xabier Zandio (Sky)
- Equipos:  Sky
- Mallorquines: Lluís Mas (Burgos 2016-Castilla y León)